# Jerry Kleczka
Jerry Kleczka, all'anagrafe Gerald Daniel Kleczka Kleczka (Milwaukee, 26 novembre 1943 – Madison, 8 ottobre 2017), è stato un politico statunitense, membro della Camera dei Rappresentanti per lo stato del Wisconsin dal 1984 al 2005.

## Biografia
Dopo due anni di studi all'Università del Wisconsin-Madison, Kleczka ottenne un lavoro come contabile ed entrò nella Guardia Nazionale.
Nel 1969 venne eletto all'interno della legislatura statale del Wisconsin come membro del Partito Democratico e vi servì fino al 1984, anno in cui fu eletto alla Camera dei Rappresentanti per occupare il seggio rimasto vacante dopo la morte di Clement J. Zablocki.
Kleczka rimase al Congresso per i successivi ventuno anni e durante questa permanenza si occupò soprattutto di garantire finanziamenti per le classi più povere. Nel 2004 decise di lasciare il seggio, che venne occupato dalla compagna di partito Gwen Moore.